# Irizar Crater
Irizar Crater är ett berg i Antarktis. Det ligger i Sydshetlandsöarna. Argentina, Chile och Storbritannien gör anspråk på området. Toppen på Irizar Crater är 82 meter över havet.
Terrängen runt Irizar Crater är lite kuperad. Havet är nära Irizar Crater åt nordväst. Trakten är glest befolkad. Närmaste befolkade plats är Gabriel de Castilla Spanish Antarctic Station, 1,9 kilometer nordost om Irizar Crater. 